# Nigel Davies (rugby à XV)
Pour les articles homonymes, voir Davies et Nigel Davies.
Pas d'image ? Cliquez ici

a Compétitions nationales et continentales officielles uniquement.

b Matchs officiels uniquement.
Dernière mise à jour le 16 décembre 2024.
Nigel Gareth Davies, né le 29 mars 1965 à Glanamman, est un joueur de rugby à XV qui joue avec l'équipe du pays de Galles de 1989 à 1997 évoluant au poste de centre. Après sa carrière de joueur, il devient entraîneur de la franchise des Llanelli Scarlets puis du club de Gloucester RFC, après avoir été à la tête de l'équipe du pays de Galles en 2007.
Il est le père de l'international gallois Sam Davies.

## Carrière
Nigel Davies est né le 29 mars 1965 à Glanamman dans le Carmarthenshire.
Nigel Davies joue avec le club local de Trimsaran RFC avant d'être repéré par Llanelli RFC ; il dispute 498 rencontres sous le maillot de Llanelli RFC, inscrivant plus de cent essais. Il dispute neuf finales de la Coupe du pays de Galles et en remporte six. En 1992-1993, il gagne avec son club le championnat du pays de Galles. La même saison, il gagne la Coupe et un match de club contre les champions du monde australiens en tournée. Il fait toute sa carrière au sein du club de Llanelli jusqu'à la finale de la Coupe du pays de Galles 1999 disputée contre l'équipe de Swansea.
Nigel Davies fait ses débuts internationaux le 11 juin 1988 contre l'équipe de Nouvelle-Zélande à Auckland. Il marque cinq essais en matchs internationaux et connaît sa dernière sélection le 15 mars 1997 contre l'équipe d'Angleterre à Cardiff. Il est retenu à 29 reprises en équipe du pays de Galles, ayant même l'honneur d'être désigné capitaine contre l'équipe de France en 1996.
Après avoir mis fin à sa carrière de joueur, il débute comme entraîneur adjoint à Llanelli, sous la tutelle de Gareth Jenkins. Les Gallois disputent les demi-finales de la Coupe d'Europe en 2000 et 2002, les quarts de finale en 2003 et 2004 ; en 2002, ils remportent le championnat.    
Nigel Davies est l'adjoint du sélectionneur national de l'équipe du pays de Galles Gareth Jenkins qui succède à Mike Ruddock en avril 2006 ; celui-ci est renvoyé après la Coupe du monde de rugby à XV 2007, Nigel Davies assure l'intérim le temps de deux rencontres.
Il a alors des fonctions auprès de la fédération galloise de rugby à XV avant d'accepter de devenir l'entraîneur en chef des Llanelli Scarlets en mai 2008.
En juin 2012, après quatre saisons avec Llanelli, il rejoint le club de Gloucester RFC.
Après avoir été l'entraîneur de Gloucester RFC deux saisons en 2012-2014, il est renvoyé en raison des mauvais résultats de l'équipe lors de la deuxième saison (neuvième du championnat).
À la fin de la saison 2014-2015, il s'engage avec le club d'Ebbw Vale RFC qui dispute le championnat du pays de Galles de rugby à XV.
Son fils, Sam, est également un joueur professionnel de rugby à XV international gallois.

## Palmarès

### En équipe nationale
- Tournoi des Cinq Nations :
  - Vainqueur (1) : 1994
- Coupe du monde :
  - Troisième (1) : 1987

### En club
- Championnat du pays de Galles :
  - Champion (1) : 1993 avec Llanelli RFC
- Coupe du pays de Galles :
  - Vainqueur (5) : 1985, 1988, 1991, 1992 et 1993 avec Llanelli RFC